# Ciprian Toporan
Ciprian Toporan (n. 23 decembrie 1978, Ploiești, România) este un fost fundaș român de fotbal. A debutat în Liga 1 pe 2 mai 1998 în meciul National București - Petrolul Ploiești 1-0.
A debutat pentru echipele:
- Petrolul Ploiești (1997-1998)
- Petrolul Ploiești (1998-1999)
- Petrolul Ploiești (2000-2001)
- Petrolul Ploiești (2001-2002)
- Astra Ploiești (2002-2003)
- Petrolul Ploiești (2003-2004)
- Oțelul Galați (2004-2005)